# ISO 3166-2:SB
 (août 2024).
Pour un article plus général, voir ISO 3166-2.

Îles Salomon

ISO 3166-2:SB est l'entrée pour les Salomon dans l'ISO 3166-2, qui fait partie du standard ISO 3166, publié par l'Organisation internationale de normalisation (ISO), et qui définit des codes pour les noms des principales administration territoriales (e.g. provinces ou état fédérés) pour tous les pays ayant un code ISO 3166-1.
Actuellement, pour les Salomon, les codes ISO 3166-2 sont définis pour 1 territoire capitale et 9 provinces. Honiara, la capitale du pays, forme le Territoire Capitale et a un statut spécial, qui est égal à celui des provinces. Chaque code consiste en deux parties séparées par un tiret. La première partie est SB, le code ISO 3166-1 alpha-2 pour les Salomon. La deuxième partie est constituée de deux lettres.

## Codes actuels
Les noms des subdivisons ci-dessous sont identiques à ceux du standard ISO 3166-2 publié par l'Autorité de mise à jour de la norme ISO 3166 (ISO 3166/MA).
Cliquez sur le bouton dans l'en-tête d'une colonne pour la trier
| Code  | Nom                         | Catégorie           |
| ----- | --------------------------- | ------------------- |
| SB-CT | Capital Territory (Honiara) | Territoire Capitale |
| SB-CE | Central                     | Province            |
| SB-CH | Choiseul                    | Province            |
| SB-GU | Guadalcanal                 | Province            |
| SB-IS | Isabel                      | Province            |
| SB-MK | Makira                      | Province            |
| SB-ML | Malaita                     | Province            |
| SB-RB | Rennell and Bellona         | Province            |
| SB-TE | Temotu                      | Province            |
| SB-WE | Western (Occidentale)       | Province            |

## Changements
Les changements suivants ont été annoncés dans des newsletters par l'ISO 3166/MA depuis la première publication de l'ISO 3166-2 en 1998:
| Newsletter     | Date de parution | Description des changements                | Changements de Code/Subdivision                                 |
| -------------- | ---------------- | ------------------------------------------ | --------------------------------------------------------------- |
| Newsletter I-8 | 2007-04-17       | Modification des structures administratifs | Subdivisions ajoutées: SB-CH Choiseul SB-RB Rennell and Bellona |